# Mandel (Garn)
Ein Mandel war ein Zählmaß und spielte im Handel mit Garn-Strängen eine Rolle. Anwendung fand es für feine Leinengarne von Feinspinnmaschinen in Böhmen und Österreich.
Beim Aufwinden des Garns auf eine Zählhaspel wurde nacheinander jeweils eine regional unterschiedliche Anzahl sogenannter Faden zu einem Gebinde verschnürt oder abgebunden. Eine bestimmte Menge Gebinde bildete schließlich den fertigen Garnstrang oder Strähn. Ein Faden wurde durch eine volle Umdrehung einer Haspel abgemessen. Die Fadenlänge war daher vom Umfang der Haspel abhängig. 
- 1 Faden = 3 Ellen (böhm.) Haspelumfang = 790 Pariser Linien = 1,682 Meter
- 40 Faden = 1 Gebinde
- 30 Gebinde = 1 Strähn = 3600 Ellen
- 4 Strähn = 1 Stück
- 15 Stück = 60 Strähn = 1 Mandel
- 4 Mandel = 1 Schock

Bei gröberen Garnen war der Faden 4 Ellen lang.
In Böhmen waren nach alten Vorschriften: 
- 1 Faden = 3 Ellen (böhm.) Haspelumfang
- 20 Faden = 1 Gebinde
- 20 Gebinde = 1 Zaspel
- 3 Zaspel = 1 Strähn
- 4 Strähn = 1 Stück = 2700 Ellen
- 15 Stück = 1 Mandel
- 4 Mandel = 1 Schock